# Eucrostes nanula
Eucrostes nanula är en fjärilsart som beskrevs av W. Warren 1897. Eucrostes nanula ingår i släktet Eucrostes och familjen mätare. Inga underarter finns listade i Catalogue of Life.